# Jack Sels

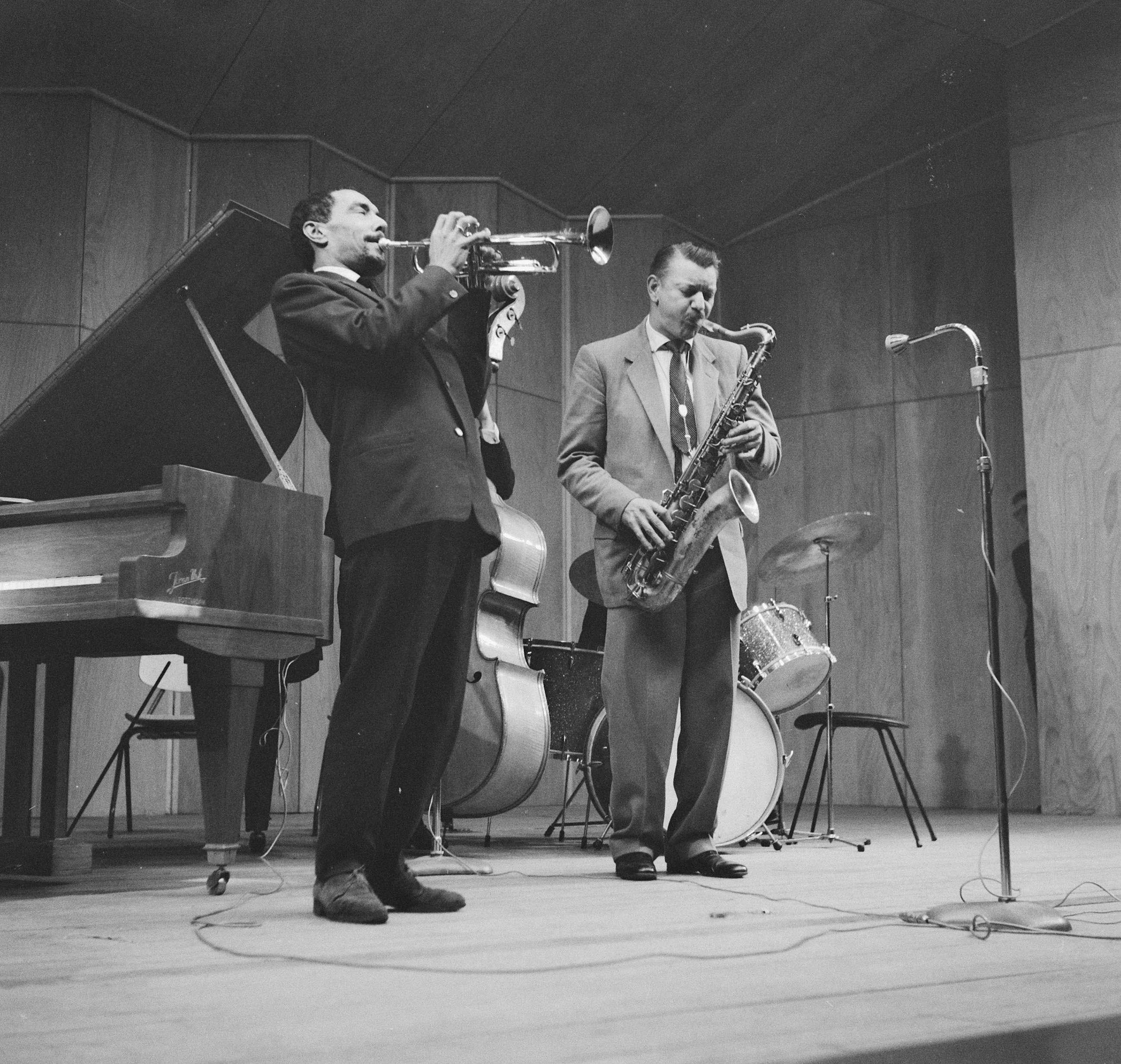
Jack Sels (rechts) mit Trompeter Ado Broodboom (Rotterdam, 1960)

Jean-Jacques „Jack“ Sels (* 29. Januar 1922 in Berchem; † 21. März 1970 in Antwerpen) war ein belgischer Jazzmusiker (Tenorsaxophon, Arrangement) und Komponist.

## Leben und Wirken
Sels wuchs in Antwerpen auf und lernte zunächst Klavier, bevor er zum Saxophon wechselte. Nach dem Zweiten Weltkrieg gehörte er der Band von Mickey Bunner an. Er spielte für die Truppenbetreuung der US-amerikanischen Armee sowie in verschiedenen Clubs, Casinos und Hotels. Im Mai 1946 nahm die Mickey Bunner Band die 78er Schallplatte „The 13th Port“ auf. 1947 entstanden Sels erste Aufnahmen unter eigenem Namen mit einer Band, zu der auch Toots Thielemans gehörte. Ende der 1940er Jahre spielte Sels mit Musikern wie Bobby Jaspar, Jacques Pelzer, René Thomas, Benoît Quersin, Jean Warland, René Goldstein, Christian Kellens, Francis Coppieters oder Fats Sadi. 1948 trat er auf dem Knokke Jazz Festival auf. Nach dem Vorbild der Dizzy Gillespie Big Band gründete Sels seine eigene Band, für die er Titel komponierte und Arrangements schrieb. Die Sels-Band debütierte 1949 u. a. mit Herman Sandy, Jay Cameron, Bobby Jaspar und Jean Warland; jedoch konnte er die Band aus finanziellen Gründen nicht lange halten. Unter dem Eindruck von Miles Davis’ Birth of the Cool-Aufnahmen stellte er 1951 ein 15-köpfiges Ensemble zusammen (u. a. mit Etienne Verschueren und Roger Vanhaverbeke) und tourte bis 1953 durch Europa.
Nach seiner Rückkehr nach Belgien spielte er wieder in der Club- und Konzertszene und begleitete u. a. Nat King Cole oder Mezz Mezzrow (1955). Unter eigenem Namen entstanden 1954/55 sechs Alben für Ronnex Records. 1955 schrieb Sels die Filmmusik zu dem Spielfilm Meeuwen sterven in de haven von Ivo Michiels und Roland Verhavert. 1958 trat er mit seiner Band bei der Weltausstellung in Brüssel auf und spielte einige Titel für Decca mit Willy Rockin’ ein. Zwei Titel erschienen auf der Decca LP Jazz in Little Belgium; mit Lucky Thompson nahm er 1959 in Köln die EP Bongo Jazz auf und wirkte an der Radioserie Levende Jazz (Living Jazz) mit. Ebenfalls 1959 spielte er bei einer Jamsession in Brüssel mit Lester Young und Max Roach.
Im September 1961 nahm Sels das Album Sax Appeal für das Label Relax auf; dabei wirkten Lou Bennett, Philip Catherine und Oliver Jackson mit. 1963 war er gezwungen, die Musikszene vorübergehend zu verlassen und im Antwerpener Hafen zu arbeiten. Bald darauf hatte er Gelegenheit, für den belgischen Sender BRT zu arbeiten; er schrieb und spielte in der Serie Saxorama; aus dieser Reihe entstand 1965 das BRT Jazz Orkestra. Titel von Sels wurden auch von Johnny Griffin und der Kenny Clarke/Francy Boland Big Band aufgenommen. In den letzten drei Jahren zwangen ihn gesundheitliche Gründe, seine Musikerlaufbahn zu beenden; er starb im März 1970 an einem Herzinfarkt in Antwerpen.
Nach der Figur von Sels wurde 1993 der belgische Spielfilm Just Friends (Regie Marc-Henri Wajnberg) gedreht. 2003 hatte das Theaterstück het Jack Sels Project des Theater Antigone Premiere.